# Molid
Molidul (Picea abies L., H. Karst.) este o specie de arbori coniferi care pot avea înălțimea până la 50 m (arbori din clasa I si II Kraft) și diametrul trunchiului până la 1-1.5 m, cu coroană piramidal-conică, permanent verde, cu frunze aciforme de culoare verde inchis.
Are un temperament de semilumină, de aceea trebuie cultivat sub umbra speciilor pionere / invadatoare (plop, mesteacăn).
Ritidom brun-roșcat crăpat longitudinal. Înrădăcinarea este trasantă, de aceea suferă des doborâturi de vânt. 
Forma conic-piramidală a coroanei se datorează creșterii din ce în ce mai scurte a crengilor, dinspre bază spre vârf. Molizii mai bătrâni, care cresc în desișul codrilor, își pierd crengile de la bază (acest fenomen se numește elagaj natural și se datorează faptului că lumina nu mai pătrunde la baza arboretului), coroana urcând spre mijlocul tulpinii. De asemenea, în condițiile unei lumini naturale slabe, aceștia prezintă o creștere laterală slabă, în comparație cu arborii mai izolați.
Florile molidului sunt unisexuat-monoice, cele mascule producând foarte mult polen anemofil, care primăvara formează, în bătaia vântului, adevărați nori de praf gălbui în jurul arborelui. Florile femele apar ca niște mici ghemotoace, care după fecundare se transformă în conuri ai căror solzi adăpostesc sămânța; conurile sunt pendente , sămânța este înaripată.
Preferințe pedologice: preferă solurile acide. 
Vârsta exploatabilității se situează în jurul vârstei de 90-110 ani. 
Răspândirea: pădurile de molid acoperă 22% din suprafața forestieră a României.

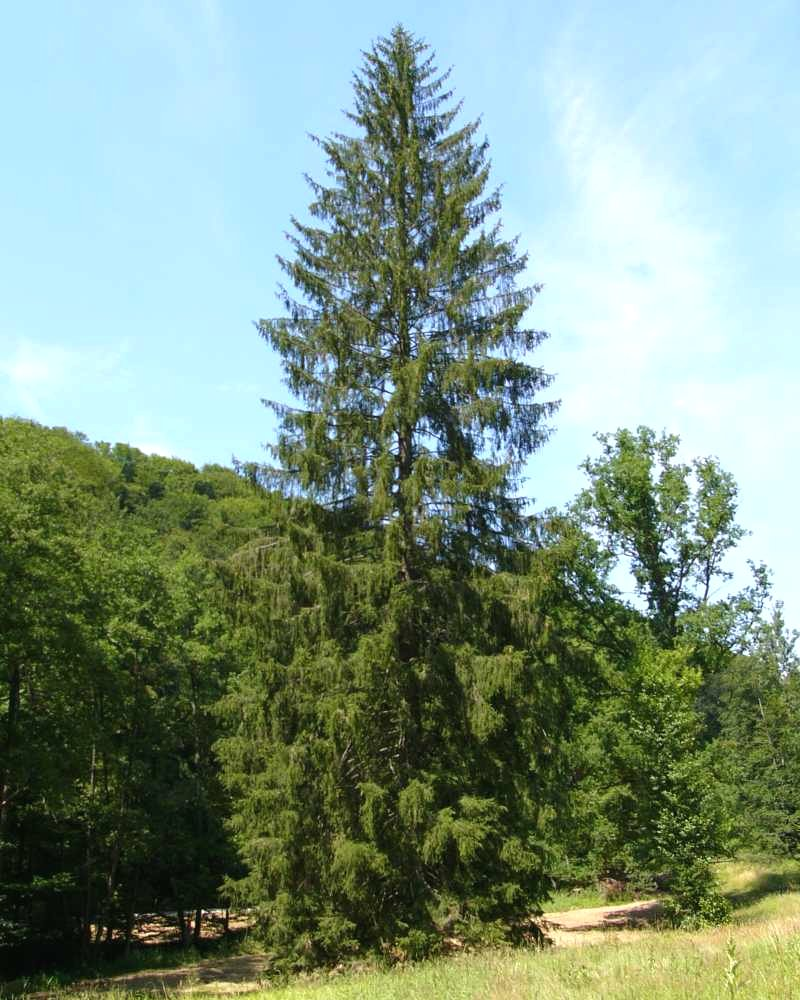
Molid
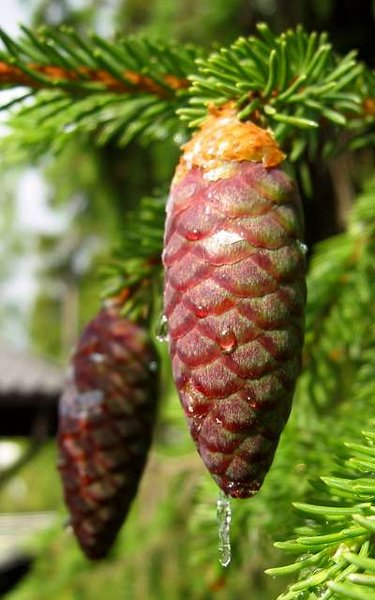
Conuri de molid
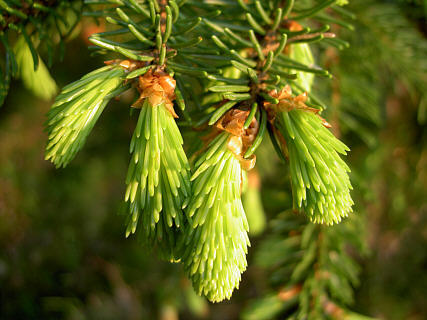
Frunze cu muguri de molid
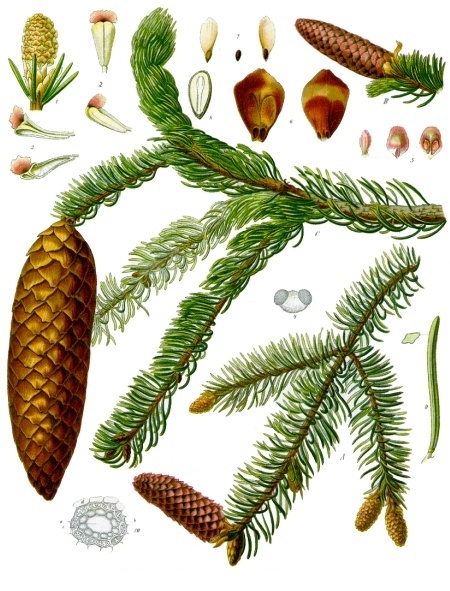
Ilustraţie
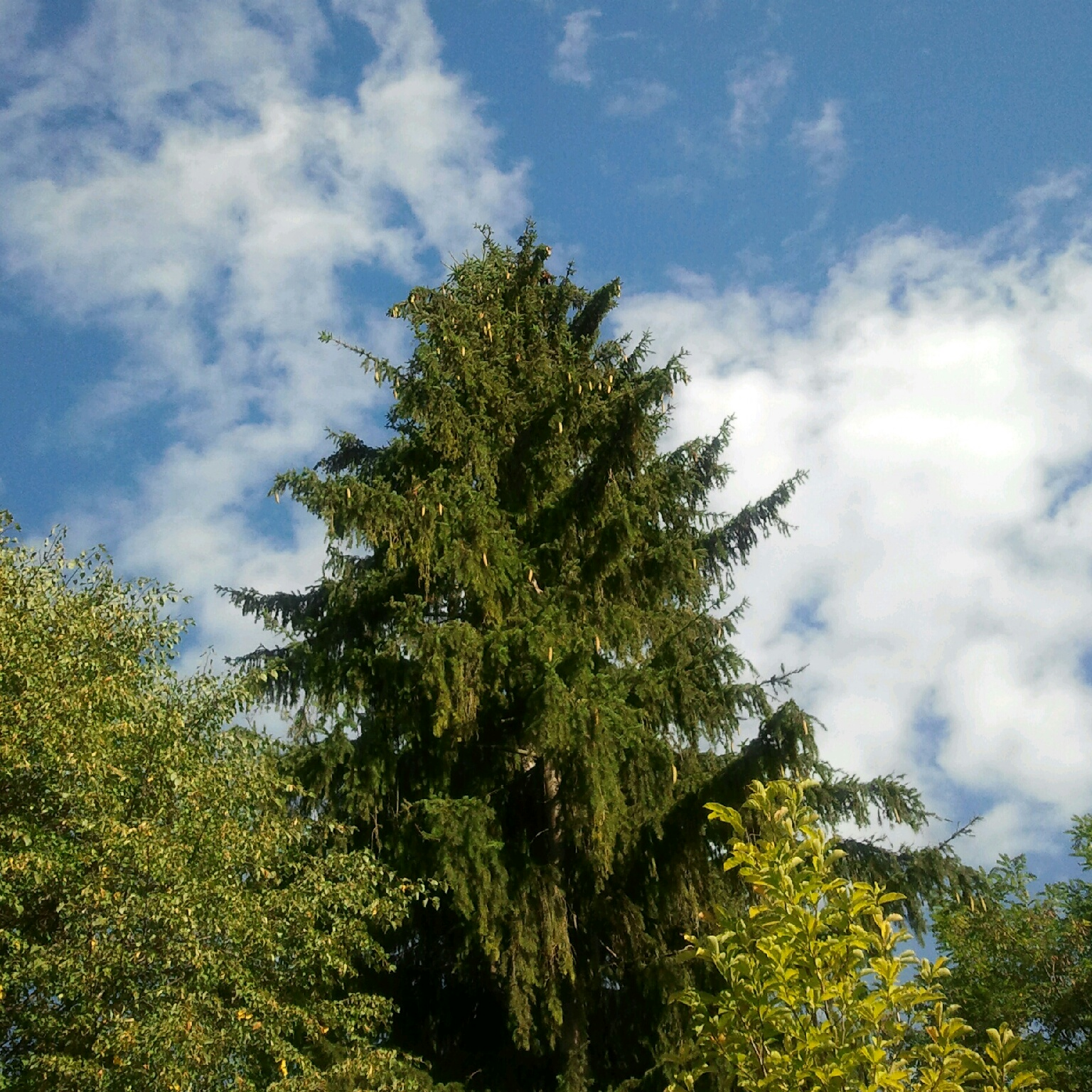
Molid în Transilvania (1)
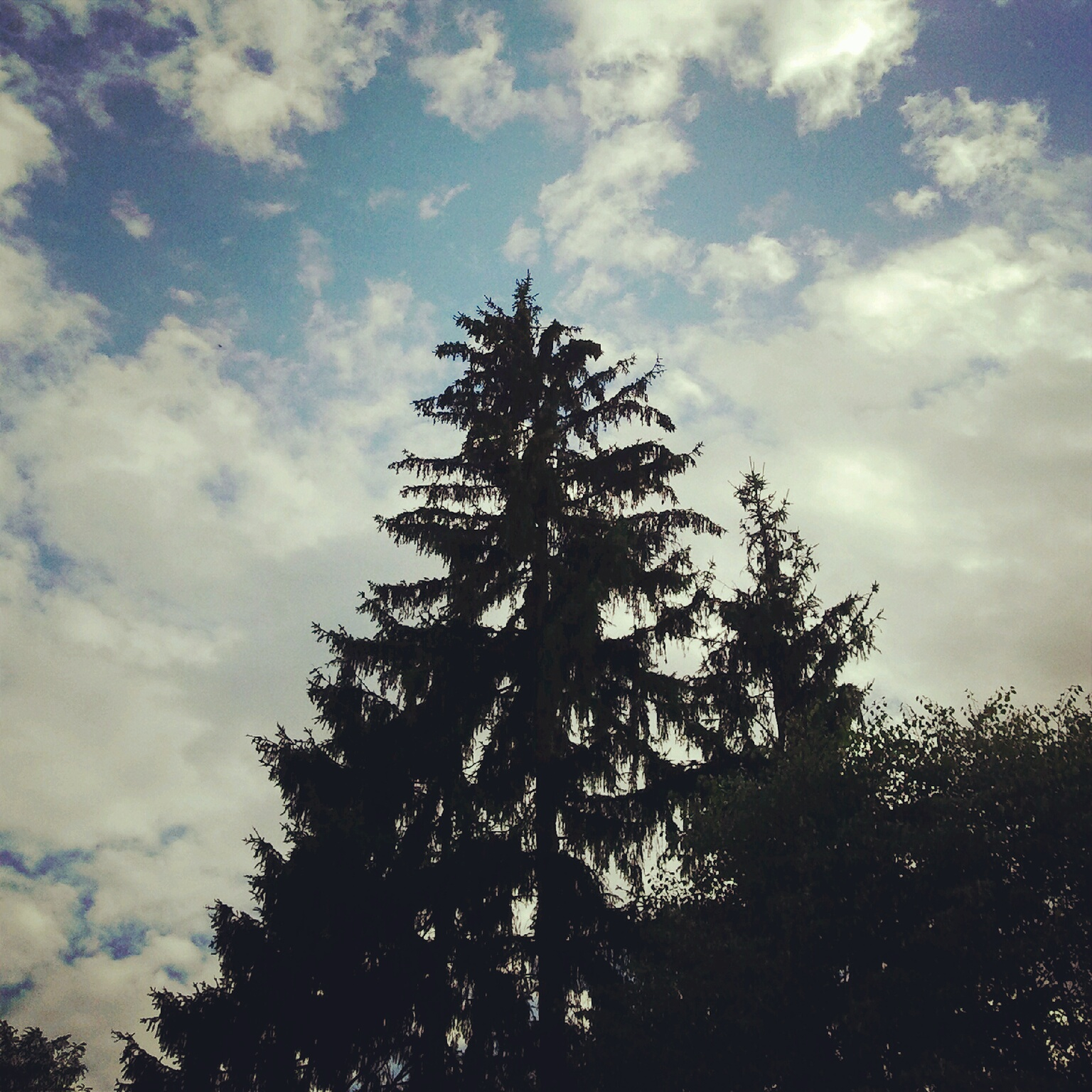
Molid în Transilvania (2)
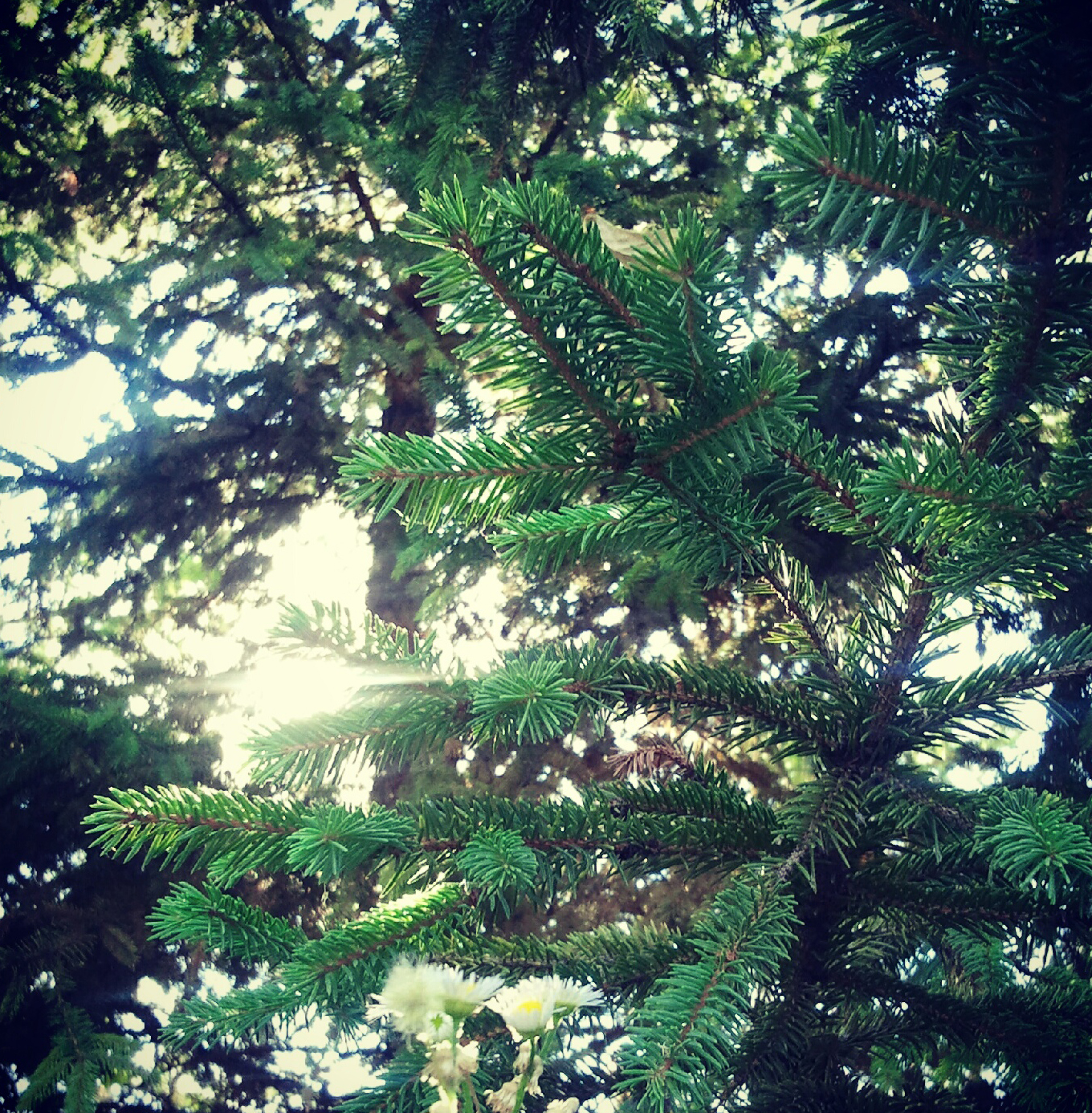
Frunze de molid
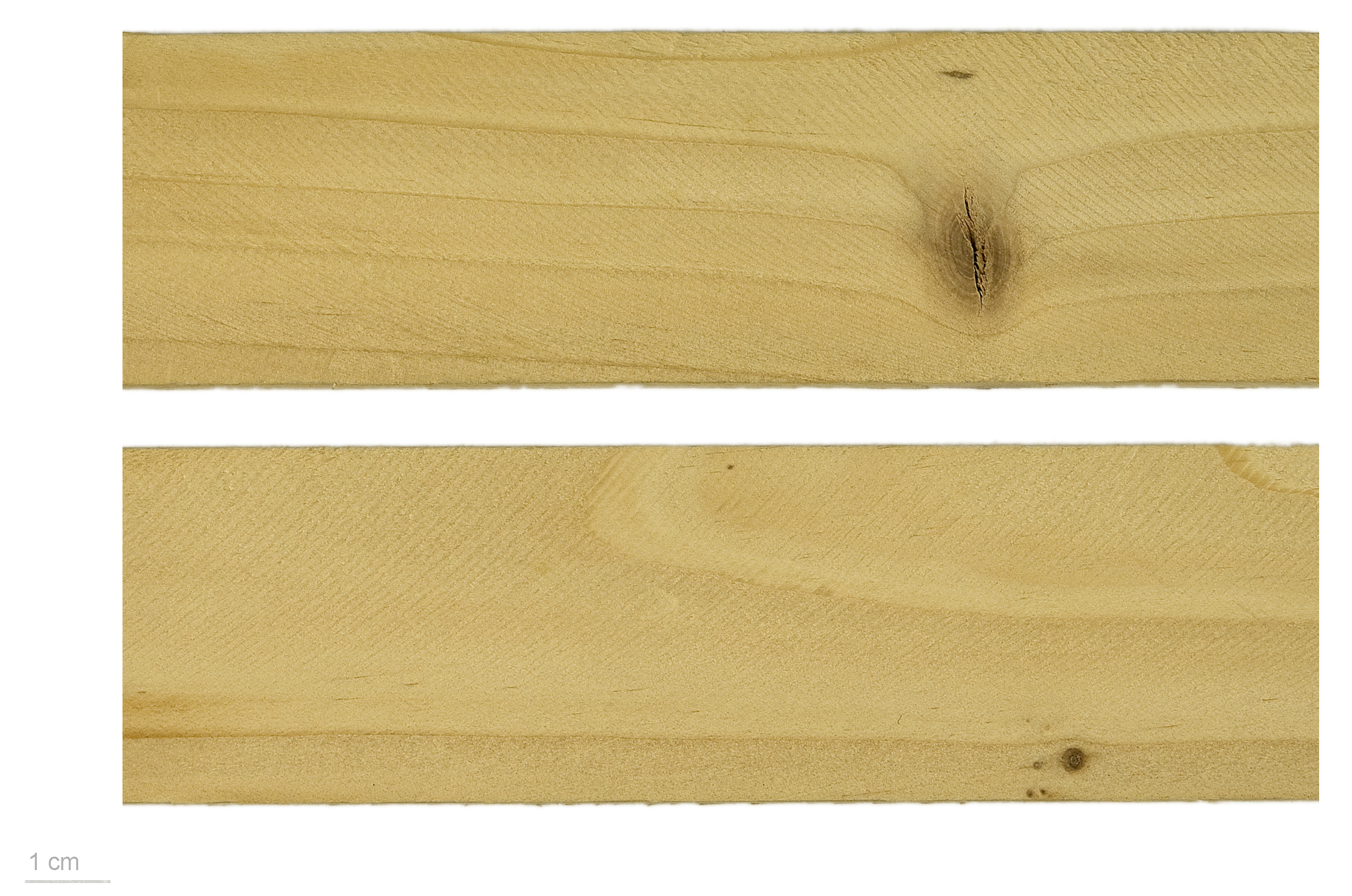
Lemn de molid